# Serina C-palmitoiltransferasi
La serina C-palmitoiltransferasi è un enzima appartenente alla classe delle transferasi, che catalizza la seguente reazione:
palmitoil-CoA + L-serina ⇄ CoA + 3-deidro-D-sfinganina + CO2
L'enzima è una proteina contenente piridossalfosfato.